# Progress MS-31
Progress MS-31 (ryska: Прогресс МС-31) eller som NASA kallar den, Progress 92 eller 92P, är en flygning av en rysk obemannad rymdfarkost för att leverera förnödenheter, syre, vatten och bränsle till Internationella rymdstationen (ISS). Farkosten sköts upp med en Sojuz-2.1a-raket, från Kosmodromen i Bajkonur, den 3 juli 2025.
Två dagar senare dockade den med rymdstationens Pojsk modul.

### Fotnoter
1. 1 2  ”Russian space program in 2025” (på engelska). Anatoly Zak. 2 juli 2025. http://www.russianspaceweb.com/2025.html. Läst 2 juli 2025.